# Glaucolepis sanctaecrucis
Glaucolepis sanctaecrucis is een vlinder van de familie van de dwergmineermotten (Nepticulidae). De wetenschappelijke naam is voor het eerst voorgesteld als Stigmella sanctaecrucis door Thomas de Grey Walsingham in een publicatie uit 1908.

## Verspreiding
De soort komt voor op de Canarische Eilanden.

## Waardplant
De rups leeft in en van het blad van Lavandula canariensis (Lamiaceae) en maakt daarin een gangmijn. In jonge scheuten wordt ook de stengelschors gemineerd.